# Loch Vrotachan
Loch Vrotachan, veraltet auch Loch Brodichan oder Loch Brothacan, ist ein Süßwassersee am Südwestrand der schottischen Council Area Aberdeenshire. Er liegt in den Grampian Mountains etwa 13 Kilometer südlich von Braemar.

## Beschreibung
Der See liegt auf einer Höhe von 748 Metern über dem Meeresspiegel. Der Loch Vrotachan weist eine maximale Länge von 0,51 Kilometern bei einer maximalen Breite von 0,20 Kilometern auf, woraus sich eine Fläche von 9 Hektar und ein Umfang von einem Kilometern ergeben. Der See besitzt ein Volumen von 642.076 Kilolitern. Sein Einzugsgebiet beträgt 67 Hektar. Loch Vrotachan besitzt eine durchschnittliche Tiefe von 6,9 Metern. Am Westufer fließt der Allt Loch Vrotachan ab, der in den Baddoch Burn mündet, der über das Clunie Water und den Dee in die Nordsee entwässert.
Das Einzugsgebiet des Loch Vrotachan erstreckt sich nach Osten zu den Hängen des 933 Meter hohen Cairnwell, welcher die Grenze zur benachbarten Council Area Perth and Kinross beziehungsweise zur traditionellen Grafschaft Perthshire markiert. Die Ufer des Loch Vrotachan sind unbesiedelt. Östlich des Sees beginnt das Skigebiet Glen Shee.

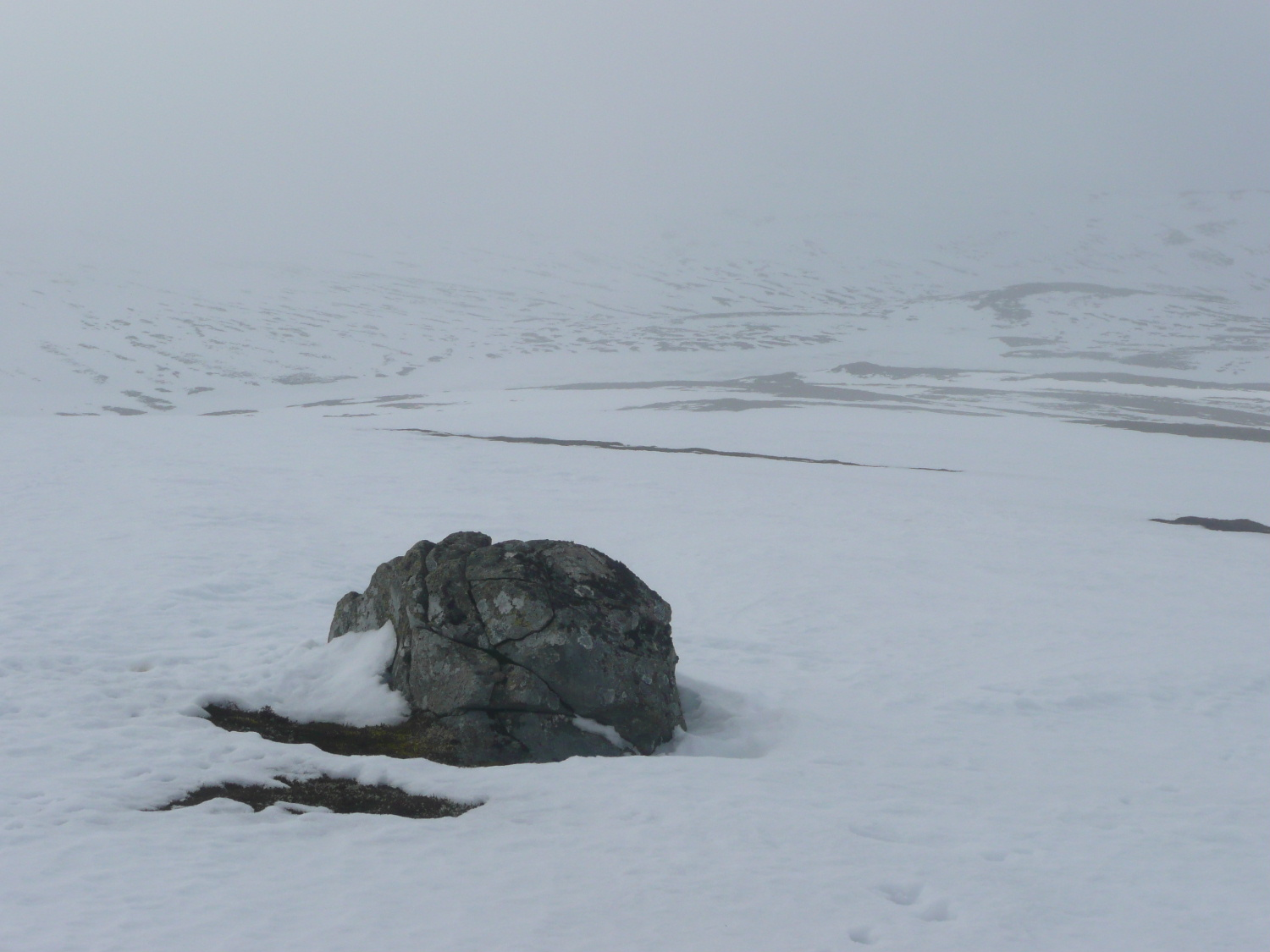
Überfrorener Loch Vrotachan
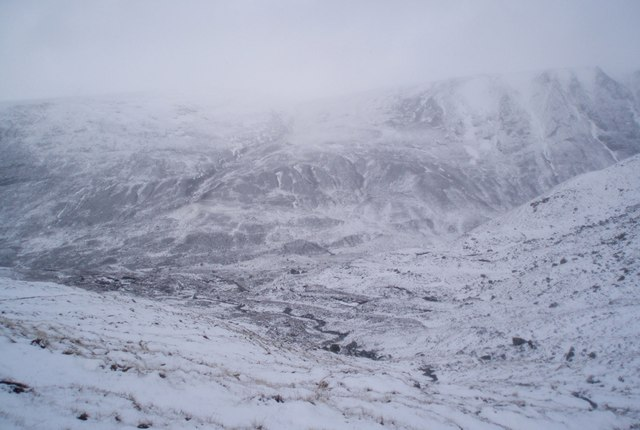
Mündung eines Baches in den Allt Loch Vrotachan (links)